# Pantaleone Giustinian
Pantaleone Giustinian (ur. ?, zm. 1286) – duchowny katolicki, w latach od 1253 do swojej śmierci w 1286 łaciński patriarcha Konstantynopola.

## Życiorys
Został mianowany łacińskim Patriarchą Konstantynopola 15 lutego 1253 roku. Pełnił ten urząd swojej do śmierci w 1286 roku (po 1261, gdy upadło Cesarstwo Łacińskie był tytularnym patriarchą).